# 南部政康
南部 政康（なんぶ まさやす）は、陸奥国の戦国大名。南部氏22代当主。

## 略歴
20代当主・南部信時の次男で、21代当主・南部信義の兄（弟とも）。
8代将軍・足利義政より諱を与えられる。父や弟同様、詳しい経歴はほとんど分かっていない。ただ、政康には彼の後を継ぐことになる長男の南部安信のほか、次男の石川高信、三男の南長義、四男の石亀信房、五男の毛馬内秀範と男児が5人もいたことが、南部氏の一族集権による戦国大名化において大きな支えとなったのである。
没年は不明だが、永禄・天正のころの棟札に政康の名が見える。